# 海拉尔绣线菊
海拉尔绣线菊（学名：Spiraea hailarensis）为蔷薇科绣线菊属下的一个种。其种加词hailarensis ，意为“海拉尔的”。